# 島式疊式月台
島式疊式月台為島式月台的一種，亦稱為叠岛式站台、疊摞島式月台，為兩座以上島式月台分布於上下樓層的月台形式，大部分用於轉乘站（包括採用跨月台轉乘設計者）。

## 台灣
- 臺北捷運：西門站、中正紀念堂站、古亭站、東門站
- 台灣高速鐵路：板橋站

## 香港

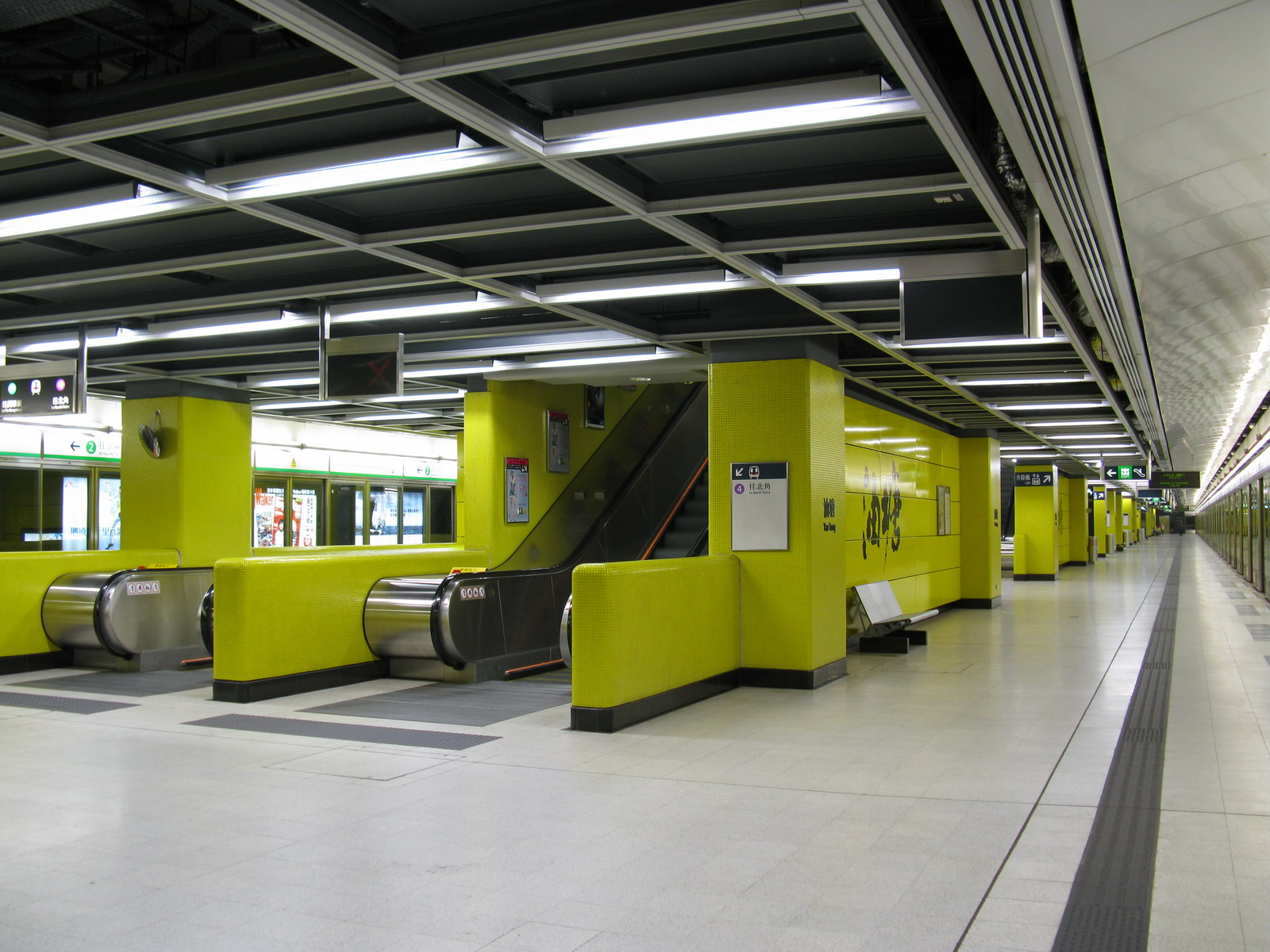
港鐵油塘站的上下樓設計

- 港鐵：金鐘站[註 1]、北角站[註 2]、太子站、旺角站、油麻地站、荔景站[註 3]、油塘站、調景嶺站、紅磡站[註 4]。

## 中国大陆
- 上海地铁：罗山路站、曹杨路站（11号线）[註 5]
- 深圳地铁：老街站[註 6]、太安站[註 7]、银湖站[註 8]、黃木崗站[註 9]
- 成都地铁：西北桥站
- 广州地铁：沙园站[1]
- 杭州地铁：武林广场站、西湖文化广场站（1号线、3号线）、绿汀路站[註 10]、新天地街站、中医药大学站、姑娘桥站（与绍兴地铁1号线）、美院象山站
- 南宁轨道交通：朝阳广场站
- 长沙地铁：侯家塘站
- 武汉地铁：洪山广场站、钟家村站、香港路站（3、7号线）
- 昆明轨道交通：环城南路站
- 苏州地铁：唐庄站
- 北京地铁：清河小营桥站[註 11]
- 天津地铁：天津賓館站、肿瘤医院站[註 12]

## 日本
- 東京地下鐵：赤坂見附站、要町站、千川站、東新宿站
- 京王電鐵：調布站
- 小田急電鐵：下北澤站（2018年3月後）
- 京成電鐵：青砥站
- 京濱急行電鐵：京急蒲田站
- 大阪市營地下鐵：宇宙廣場車站
- 福岡市交通局：中洲川端站

## 马来西亚
- 加影线和布城线：桂莎白沙罗站
- 加影线和布城线：敦拉萨国际贸易中心站 (2023年1月布城线通车)

## 美國
- 市場街地鐵隧道[註 13]：內河碼頭站（Embarcadero）、蒙哥馬利街站（Montgomery Street）、跑華街站（Powell Street）、市政中心/聯合國廣場站（Civic Center / UN Plaza）
- 紐約地鐵蘇特芬林蔭路-射手大道-JFK機場車站 (射手大道線)
- 紐約地鐵145街車站

## 加拿大
- 多倫多地鐵：聖佐治站（St. George Station）